# الأخصاص (مدينة)
الأخصاص مدينة مغربية وجماعة حضرية في جنوب المغرب، تنتمي إلى إقليم سيدي إفني بجهة كلميم واد نون. تقع على بداية الطريق الوطني المؤدي إلى جنوب البلاد. تضم هذه الجماعة الحضرية ما يقارب 4,729 نسمة (إحصاء 2014). تشتهر بزيت الأركان مثل البلدات والمدن الأخرى في المنطقة.